# Livin’ la Vida Loca
Livin’ la Vida Loca – piosenka latin-popowa stworzona na pierwszy anglojęzyczny album studyjny portorykańskiego piosenkarza Ricky’ego Martina zatytułowany po prostu Ricky Martin (1999). Wyprodukowany przez Desmonda Childa utwór wydany został jako inauguracyjny singel promujący krążek dnia 4 maja 1999 roku. W 2000 r. kompozycja została nominowana do nagrody Grammy w czterech kategoriach: nagranie roku, piosenka roku, najlepszy męski występ pop oraz najlepsza aranżacja instrumentalna towarzysząca wokaliście.

## Informacje o utworze
Utwór „Livin’ la Vida Loca” (pol. żyjąc szalonym życiem) nagrywany był w drugiej połowie 1998 roku w studio The Gentlemen’s Club w Miami. Wspólnie z samym wykonawcą, piosenkę skomponował Desmond Child, który też wyprodukował singel.
Wkrótce po wydaniu kompozycja zyskała miano pierwszego przeboju okupującego czołowe pozycje na listach przebojów, który zrealizowany został bez zastosowania wówczas konwencjonalnego wyposażenia studia nagraniowego. Zamiast tego utwór powstał w całości przy użyciu skomputeryzowanego pakietu oprogramowań Pro Tools. Nagranie znane jest z uwagi na swoje wykorzystanie procesu kompresji dynamiki, zastosowanego w celu zmaksymalizowania głośności dźwięku.

### Obecność w kulturze masowej
„Livin’ la Vida Loca” przyniósł Martinowi liczne nominacje do nagrody Grammy oraz otworzył mu drzwi do światowej kariery, w 1999 r. zapoczątkowując boom na muzykę latin-popową. Komercyjny triumf piosenki przyczynił się do sukcesu takich artystów jak Enrique Iglesias, Jennifer Lopez, Marc Anthony czy – po latach – Shakira i Juanes.
Utwór stał się przedmiotem licznych coverów. Wersje coverowe hitu Martina nagrało wielu artystów muzycznych, w tym:
- japoński piosenkarz popowy Hiromi Go (jego odpowiednik nosi tytuł „Goldfinger '99”);
- angielska grupa punk rockowa The Toy Dolls, która cover piosenki zamieściła na swym albumie Anniversary Anthems (2000);
- amerykańscy parodyści muzyczni grający chrześcijańskiego rocka, zespół ApologetiX (utwór „Livin’ What Jesus Spoke Of”, pochodzący z albumu Spoofernatural; 2000);
- meksykański muzyk rock and rollowy El Vez, który zamieścił własną wersję piosenki na krążku Boxing with God (2001);
- brytyjska death metalowa grupa Ten Masked Men, która cover nagrała na album Return of the Ten Masked Men (2000).

W filmie animowanym Shrek 2 (2004) komik Eddie Murphy wykonywał utwór w duecie z aktorem Antonio Banderasem; cover zyskał nominację do nagrody People’s Choice.
W 2007 amerykańska stacja telewizyjna VH1 zorganizowała ranking „100 najlepszych utworów muzycznych lat 90.”, w którym piosence „Livin’ la Vida Loca” przypisano pozycję dwudziestą ósmą.
Przebój sprzedał się w nakładzie blisko sześciu milionów egzemplarzy i znajduje się na liście najlepiej sprzedających się singli świata.

## Wydanie singla
Premiera singla „Livin’ la Vida Loca” nastąpiła 23 marca 1999 roku. Singel stał się światowym przebojem oraz osiągnął pozycje #1 lub miejsca w Top 10 na najbardziej prestiżowych listach przebojów dookoła globu, w tym UK Singles Chart czy nowozelandzkiej RIANZ Top 40 Singles Chart.
Na przełomie maja i czerwca 1999 r. „Livin’ la Vida Loca” spędził w sumie pięć tygodni z rzędu na szczycie listy Billboard Hot 100, co z miejsca uczyniło z niego najlepiej sprzedający się singel roku obok „Genie in a Bottle” w wykonaniu Christiny Aguilery oraz „If You Had My Love” Jennifer Lopez. Pod koniec roku rekord ustanowiony przez Martina, Aguilerę i Lopez przebił utwór „Smooth” Santany i Roba Thomasa, który pierwszą pozycję notowania okupował łącznie przez dziesięć kolejnych tygodni.

## Teledysk
W wyreżyserowanym przez Wayne’a Ishama teledysku Ricky Martin występuje na scenie klubu nocnego. Także nocą spaceruje oraz jeździ samochodem po mieście ze swoją dziewczyną. W klipie przewijają się liczne sceny taneczne, głównie z udziałem atrakcyjnych tancerek i partnerki Martina w klubie i na ulicy, w strugach wody tryskającej z hydrantu, a również samego wokalisty na scenie klubu. Wideoklip znany jest ze swojego efektownego montażu.

## Promocja
Promocja singla obejmowała liczne występy Rickiego Martina w rozrywkowych programach telewizyjnych oraz podczas masowych imprez muzycznych. W 1999 r. wokalista odśpiewał utwór między innymi podczas jednego z odcinków programu telewizji BBC Top of the Pops oraz w trakcie koncertu z cyklu Live at Pavarotti and Friends. 9 września tego roku wystąpił także z medley utworów „She's All I Ever Had” i „Livin’ la Vida Loca” podczas gali 1999 MTV Video Music Awards w Nowym Jorku.

## Listy utworów i formaty singla
| Międzynarodowy singel CD 1. „Livin’ la Vida Loca” (Album Version – English version) 2. „Livin’ la Vida Loca” (album Version – Spanish version) Australijski singel CD 1. „Livin’ la Vida Loca” (Album Version – English version) 2. „Livin’ la Vida Loca” (album Version – Spanish version) 3. „Livin’ la Vida Loca” (Spanglish Version) Brytyjski CD maxi singel #1 1. „Livin’ la Vida Loca” (Album Version – English Version) 2. „Livin’ la Vida Loca” (Amen Eurostamp Mix) 3. „Livin’ la Vida Loca” (Joey Musaphia’s Carnival Mix) Brytyjski CD maxi singel #2 1. „Livin’ la Vida Loca” (Album Version – English Version) 2. „La copa de la vida” (Spanglish Version Radio Edit) 3. „Livin’ la Vida Loca” (Joey Musaphia’s Deep Vocal Edit) Amerykański/meksykański CD maxi singel 1. „Livin’ la Vida Loca” (Album Version) 2. „Livin’ la Vida Loca” (Scissorhands Push & Pull English House Mix) 3. „Livin’ la Vida Loca” (Track Masters Remix) 4. „Livin’ la Vida Loca” (Pablo Flores English Radio Edit) 5. „Livin’ la Vida Loca” (Pablo Flores Spanish Dubapella) Tajwańskie promo CD 1. „Livin’ la Vida Loca” (Album Version – English Version) | Meksykański promo box set 1. „Livin’ la Vida Loca” singel CD (Album Version – English Version) 2. „Livin’ la Vida Loca” singel VHS (Album Version – English Version) 1. „Album Version” 2. „Trackmasters Remix” featuring Big Pun, Cuban Link & Fat Joe 3. „Spanglish Version Radio Edit” 4. „Joey Musaphia’s Deep Vocal Edit” 5. „Pablo Flores English Club Mix” 6. „Pablo Flores English Radio Edit” 7. „Pablo Flores Spanish Club Mix” 8. „Pablo Flores Spanish Radio Edit” 9. „Pablo Flores Spanish Dubapella” 10. „Pablo Flores Spanglish Club Mix” 11. „Pablo Flores Spanglish Radio Edit” 12. „Scissorhands Push & Pull English House Mix” 13. „Scissorhands English Radio Edit” 14. „Scissorhands Alternative Radio Edit” 15. „Joey Musaphia’s Carnival Mix” 16. „The Gypsy Pistoleros Cover” |

## Nagrody i wyróżnienia
| Rok  | Ceremonia                        | Nagroda                                                    | Rezultat  |
| ---- | -------------------------------- | ---------------------------------------------------------- | --------- |
| 1999 | MTV Video Music Awards           | teledysk roku                                              | Nominacja |
| 1999 | MTV Video Music Awards           | najlepszy teledysk męskiego artysty                        | Nominacja |
| 1999 | MTV Video Music Awards           | najlepszy teledysk pop                                     | Wygrana   |
| 1999 | MTV Video Music Awards           | najlepszy teledysk dance                                   | Wygrana   |
| 1999 | MTV Video Music Awards           | najlepsza choreografia do teledysku                        | Nominacja |
| 1999 | MTV Video Music Awards           | nagroda widzów                                             | Nominacja |
| 1999 | Billboard Music Awards           | męski artysta roku według Billboard Hot 100                | Wygrana   |
| 1999 | International Dance Music Awards | najlepszy latin-/dance-popowy singel roku                  | Wygrana   |
| 1999 | Ritmo Latino Music Awards        | teledysk roku                                              | Wygrana   |
| 1999 | VH1/Vogue Fashion Awards         | najbardziej stylowy wideoklip                              | Nominacja |
| 2000 | Grammy Awards                    | nagranie roku                                              | Nominacja |
| 2000 | Grammy Awards                    | piosenka roku                                              | Nominacja |
| 2000 | Grammy Awards                    | najlepszy męski występ pop                                 | Nominacja |
| 2000 | Grammy Awards                    | najlepsza aranżacja instrumentalna towarzysząca wokaliście | Nominacja |
| 2000 | Billboard Latin Music Awards     | latin-popowy utwór roku                                    | Nominacja |
| 2000 | Billboard Latin Music Awards     | latin-popowy artysta roku                                  | Nominacja |
| 2000 | Latin Grammy Awards              | nagranie roku                                              | Nominacja |
| 2000 | BMI Music Awards                 | piosenka roku                                              | Wygrana   |
| 2000 | Lo Nuestro Awards                | piosenka roku                                              | Wygrana   |
| 2004 | Premios Juventud                 | najlepszy remiks                                           | Nominacja |
| 2005 | People’s Choice Awards           | najlepszy cover                                            | Nominacja |

## Pozycje na listach przebojów
| Kraj                      | Notowanie (1999)              | Wydawca                            | Najwyższa pozycja |
| ------------------------- | ----------------------------- | ---------------------------------- | ----------------- |
| Argentyna                 | Top 100 Singles               | IFPI                               | 1                 |
| Australia                 | Top 100 Singles               | ARIA Charts                        | 4                 |
| Austria                   | Top 75 Singles                | Ö3 Austria Top 40                  | 7                 |
| Belgia ( Flandria)        | Ultratop 50                   | Ultratop                           | 6                 |
| Belgia ( Region Waloński) | Ultratop 40                   | Ultratop                           | 6                 |
| Brazylia                  | Top 100 Singles               | Billboard Brasil                   | 1                 |
| Finlandia                 | Top 20 Singles                | ÄKT                                | 5                 |
| Francja                   | Top 100 Singles               | SNEP                               | 7                 |
| Hiszpania                 | Top 50 Singles                | PROMUSICAE                         | 2                 |
| Holandia                  | Dutch Top 40                  | MegaCharts                         | 11                |
| Irlandia                  | Top 50 Singles                | IRMA                               | 1                 |
| Japonia                   | Top 100 Singles               | Oricon                             | 56                |
| Kanada                    | Top 200 Singles               | Nielsen SoundScan                  | 1                 |
| Niemcy                    | Top 100 Singles               | Media Control Charts               | 6                 |
| Norwegia                  | Top 20 Singles                | VG-lista                           | 2                 |
| Nowa Zelandia             | Top 40 Singles                | RIANZ                              | 1                 |
| Polska                    | Official Singles Chart        | 30 ton – lista, lista przebojów[A] | 1                 |
| Stany Zjednoczone         | Adult Contemporary            | Billboard                          | 18                |
| Stany Zjednoczone         | Adult Top 40                  | Billboard                          | 1                 |
| Stany Zjednoczone         | Billboard Hot 100             | Billboard                          | 1                 |
| Stany Zjednoczone         | Hot Dance Club Songs          | Billboard                          | 5                 |
| Stany Zjednoczone         | Hot Dance Singles Sales       | Billboard                          | 1                 |
| Stany Zjednoczone         | Hot Latin Tracks              | Billboard                          | 1                 |
| Stany Zjednoczone         | Latin Pop Songs               | Billboard                          | 1                 |
| Stany Zjednoczone         | Latin Tropical Songs          | Billboard                          | 2                 |
| Stany Zjednoczone         | Mainstream Top 40 (Pop Songs) | Billboard                          | 1                 |
| Stany Zjednoczone         | Rhythmic Top 40               | Billboard                          | 1                 |
| Szwajcaria                | Top 100 Singles               | Schweizer Hitparade                | 3                 |
| Szwecja                   | Top 60 Singles                | Sverigetopplistan                  | 4                 |
| Wielka Brytania           | UK Singles Chart              | OCC                                | 1                 |
| Włochy                    | Top 50 Singles                | FIMI                               | 1                 |

### Listy końcoworoczne
| Kraj              | Notowanie (1999)  | Wydawca   | Pozycja |
| ----------------- | ----------------- | --------- | ------- |
| Stany Zjednoczone | Billboard Hot 100 | Billboard | 10      |

### Listy dekadowe
| Kraj              | Notowanie (1990−1999) | Wydawca   | Pozycja |
| ----------------- | --------------------- | --------- | ------- |
| Stany Zjednoczone | Billboard Hot 100     | Billboard | 38      |

Adnotacje
- A^ Do roku 2006 telewizyjna audycja 30 ton – lista, lista przebojów pełniła funkcję oficjalnego polskiego notowania singli.

## Sprzedaż i certyfikaty
| Kraj              | Wydawca | Certyfikat | Sprzedaż   |
| ----------------- | ------- | ---------- | ---------- |
| Australia         | ARIA    | platyna    | 70,000+    |
| Francja           | SNEP    | srebro     | 100,000+   |
| Niemcy            | IFPI    | złoto      | 150,000+   |
| Norwegia          | IFPI    | złoto      | ?          |
| Szwecja           | IFPI    | złoto      | 10,000+    |
| Stany Zjednoczone | RIAA    | platyna    | 1,000,000+ |
| Wielka Brytania   | BPI     | platyna    | 600,000+   |